# O vánoční hvězdě
O vánoční hvězdě (slovensky Vianočná hviezda) je filmová pohádková komedie režiséra Karla Janáka z roku 2020, vyrobená v česko-slovensko-německé koprodukci. Scénář k filmu napsal taktéž Karel Janák společně s Michalem Čunderlem. Ve filmu se prolínají dva světy – lidský a hvězdný. Režisér k tomu sdělil: „Namísto klasických pohádkových motivů čertů, vodníků a čarodějnic jsme se tentokrát vydali do světa hvězd. Hvězdy v naší pohádce vypadají skoro jako lidé. Mají však nadpřirozené schopnosti, které k hvězdám patří. A když se dostanou k nám na zem, dokážou obyčejným smrtelníkům pěkně zamotat hlavu.“ Titulní postavu hvězdy Deničky ztvárnila Tereza Ramba, pozemského učitele Václava Vojtěch Kotek a princeznu německá herečka Leonie Brill. Ve hvězdných úlohách se objevili také slovenský herec Martin Huba, Anna Geislerová, Ondřej Sokol a bratři Matěj a Kryštof Hádkovi.

## Děj
Oblíbený vesnický učitel Václav chodívá zpovzdálí sledovat princeznu Amálii, která raději prchá ze zámku bruslit na zamrzlém jezeře, než aby se zajímala o své dvorské povinnosti, čímž rmoutí svou matku královnu. Své city k princezně si však Václav nepřiznává. Úplně jiné starosti mají hvězdy na obloze; Proxima si myslí na Siria, který však po ní netouží a oznamuje svůj záměr zasnoubit se s poněkud naivní hvězdou Deničkou. Ta k němu vzhlíží, čemuž ze Siriova stínu přihlíží Bezejmenný. Žárlivá Proxima, aby ji odklidila ze své cesty, lstí shodí Deničku z hvězdné oblohy na Zem.
Denička propadne střechou přímo Václavovi do chalupy, tak se s ním seznámí a tak trochu mu zůstane na krku, i když z toho zpočátku není vůbec nadšený. Postupem času však hvězda na Zemi pohasíná, až se úplně rozpadne v hvězdný prach. Ubývající energii jí může dodat pobyt v přítomnosti osoby, která pociťuje upřímnou nesobeckou lásku; Denička to zjistí, když sleduje Václava zahleděného do princezny. Pokusí se proto pomoci lásce Václava a princezny Amálie.
Na nebi mezitím Sirius ani nepostřehl Deniččinu nepřítomnost, zatímco jeho nohsled Bezejmenný pátrá po jejím zmizení. Zjistí, že spadla na Zem a zkouší přesvědčit Siria, aby se vydal ji zachránit. Když to zjistí Proxima, raději se nabídne vládnoucímu Měsíci, aby vyslal na záchrannou misi ji. S sebou si vezme na pomoc Bílého trpaslíka, který sám marně usiluje o přízeň Proximy a je jí naprosto oddán. Sirius se stará víc o svůj oslnivý odraz v zrcadle, a tak se na Zem vydává jen Bezejmenný.
Na Zemi se tak rozvíjí náklonnost mezi Václavem a princeznou, čemuž se snaží Proxima zabránit, aby definitivně zničila Deničku. Ani královna není nadšená z představy, že by její dcera měla mít něco s vesnickým učitelem; chystá totiž pro ni zásnubní ples, na který sezvala vznešené nápadníky. A právě během plesu se mnohé vyjasní. Královně dojde, že urození princové jsou jeden děsivější než druhý, takže i prostý učitel bude nakonec pro princeznu lepší partie. Denička si uvědomí, že její vzhlížení k Siriovi není opětováno, a rozpozná upřímné city Bezejmenného k ní. K podobnému zjištění dojde i Bílý trpaslík, když vidí, že Proxima jej celou dobu jen využívala, aby získala Siria. A jak už to v pohádkách bývá, vše nakonec dobře dopadne.

## Obsazení
| Tereza Ramba          | Denička                    |
| Vojtěch Kotek         | učitel Václav              |
| Leonie Brill          | princezna Amálie           |
| Anna Geislerová       | Proxima                    |
| Ondřej Sokol          | Sirius                     |
| Matěj Hádek           | Bílý trpaslík              |
| Kryštof Hádek         | Bezejmenný                 |
| Zlata Adamovská       | královna                   |
| Martin Huba           | Měsíc                      |
| Branislav Bystrianský | ponocný                    |
| Barbora Mošnová       | dvorní dáma                |
| Romana Goščíková      | dvorní dáma                |
| Jan Slovák            | ceremoniář                 |
| Roman Štabrňák        | princ Vavřinec             |
| Michal Dalecký        | princ Otakar               |
| Václav Zimmermann     | hvězda Bifler              |
| Kühnův dětský sbor    | děti, žáci učitele Václava |

Princeznu v českém znění namluvila Marika Šoposká.

## Výroba
Snímek vyrobila Česká televize, společnost Universal Production Partners, Rozhlas a televize Slovenska (RTVS), německý dětský televizní kanál pro stanice ARD a ZDF MDR-Kika a slovenská společnost FilmWorx Studios.
Film se natáčel mj. v podhůří Západních Tater kolem Plesa pod Zverovkou a v Múzeu oravskej dediny Zuberec, dále na zámcích Žleby, Kačina na Kutnohorsku a Karlova Koruna v Chlumci nad Cidlinou i v trikovém studiu Universal Production Partners. Při natáčení byl využit i videomapping. Ve fázi natáčení byl film prezentován též pod názvem Pohádka o vánoční hvězdě.
Hlavní kameru obstaral Martin Šácha, střih Petr Staněk, zvuk Roman Čapek, hudbu složil Aleš Březina.

## Uvedení a přijetí
Snímek premiérově uvedla Česká televize na Štědrý večer, tedy 24. prosince 2020, na programu ČT1, stal se nejsledovanějším pořadem dne. Podle ATO Nielsen Admosphere jej vidělo 62 % všech, kteří měli v té době zapnutou televizi, celkem více než 2,68 milionu diváků starších 15 let. Pohádku sledoval také největší podíl z dětského publika; celkem asi 254 000 dětí ve věku 4 až 14 let, s podílem na publiku 59,2 %. Do 28. prosince vidělo snímek 3,4 milionu diváků starších čtyř let (součet živého a odloženého vysílání v televizi a internetového vysílání); jedná se tak o nejsledovanější pořad celého roku 2020 na všech českých stanicích.
Na Slovensku film Vianočná hviezda premiérově uvedl Rozhlas a televize Slovenska dne 25. prosince 2020 na Jednotce a byl odvysílán ve slovenském znění.
V Německu bylo premiérové odvysílání filmu pod názvem Als ein Stern vom Himmel fiel (česky Když hvězda spadla z nebe) ohlášeno na 3. ledna 2021 na stanici KiKA.